# Hammam Bou Hadjar
Hammam Bouhadjar là một đô thị thuộc tỉnh Aïn Témouchent, Algérie. Dân số thời điểm năm 2002 là 29.633 người.